# Buenaventura Malayo Famadico
Buenaventura Malayo Famadico (* 13. Juli 1956 in Banton, Provinz Romblon, Philippinen) ist ein philippinischer Geistlicher und emeritierter römisch-katholischer Bischof von San Pablo.

## Leben
Buenaventura Malayo Famadico empfing am 25. Oktober 1983 das Sakrament der Priesterweihe für das Apostolische Vikariat Calapan.
Am 6. April 2002 ernannte ihn Papst Johannes Paul II. zum Titularbischof von Urusi und zum Weihbischof in Lipa. Der Apostolische Nuntius auf den Philippinen, Erzbischof Antonio Franco, spendete ihm am 19. Juni desselben Jahres die Bischofsweihe; Mitkonsekratoren waren der Erzbischof von Lipa, Gaudencio Rosales, und der Apostolische Vikar von Calapan, Warlito Cajandig y Itcuas. 
Der Papst ernannte ihn am 11. Juni 2003 zum Bischof von Gumaca. Die Amtseinführung erfolgte am 14. Juli desselben Jahres. Papst Benedikt XVI. ernannte ihn am 22. Januar 2013 zum Bischof von San Pablo.
Am 21. September 2023 nahm Papst Franziskus seinen vorzeitigen Rücktritt an.